# Vanja Rodefeldt
Vanja Ragnhild Linnéa Rodefeldt, född 3 augusti 1926 i Helsingborg, död 25 september 2001 i Limhamn, var en svensk skådespelare.

## Biografi
Vanja Rodefeldt var dotter till fabrikör Ragnar Karlsson och Frida, född Karlsson. 1946 ändrades efternamnet till Rodefeldt. Vanja Rodefeldt studerade på elevskolan vid Norrköping-Linköpings stadsteater 1947–1949. Hon var från 1962 gift med skådespelaren Gunnar Öhlund (1918–1999). De är gravsatta i minneslunden på Limhamns kyrkogård.

## Filmografi (urval)
- 1948 – Hamnstad
- 1980 – Den enes död...
- 1986 – Bessingemordet
- 1987 – Jim och piraterna Blom
- 1989 – Sounds of Silence
- 1994 – Händerna
- 1996 – Torntuppen
- 1999 – Browalls (TV-serie)

## Teater

### Roller (ej komplett)
| År   | Roll              | Produktion                                                                       | Regi                | Teater                           |
| ---- | ----------------- | -------------------------------------------------------------------------------- | ------------------- | -------------------------------- |
| 1946 | Maja              | Av hjärtans lust Karl Ragnar Gierow                                              | Lars-Levi Læstadius | Helsingborgs stadsteater         |
| 1946 | Tredje damen      | Eklöv och lavendel (Oak Leaves and Lavender) Seán O'Casey                        | Lars-Levi Læstadius | Helsingborgs stadsteater         |
| 1946 | Dottern           | Den ljusnande tid Alf Henrikson                                                  | Lars-Levi Læstadius | Helsingborgs stadsteater         |
| 1947 | Else              | Peppar och salt (Essig und Öl) Siegfried Geyer och Paul Frank                    | Lars-Levi Læstadius | Helsingborgs stadsteater         |
| 1947 | Fru Fosnes        | Kranes konditori Cora Sandel                                                     | Lars-Levi Læstadius | Helsingborgs stadsteater         |
| 1947 |                   | Född i går (Born Yesterday) Garson Kanin                                         | Johan Falck         | Norrköping-Linköping stadsteater |
| 1947 |                   | Kungens paket Staffan Tjerneld och Alf Henrikson                                 | Hans Dahlin         | Norrköping-Linköping stadsteater |
| 1947 |                   | Venus (One touch of Venus) S. J. Perelman, Ogden Nash och Kurt Weill             | Johan Falck         | Norrköping-Linköping stadsteater |
| 1948 |                   | Dagar på ett moln (Dage paa en sky) Kjeld Abell                                  | Johan Falck         | Norrköping-Linköping stadsteater |
| 1948 | Miriam Wilkins    | Kära Ruth! (Dear Ruth) Norman Krasna                                             | Johan Falck         | Norrköping-Linköping stadsteater |
| 1948 |                   | Det orimliga Arvid Brenner                                                       | Hans Dahlin         | Norrköping-Linköping stadsteater |
| 1948 |                   | En midsommarnattsdröm (A Midsummer Night's Dream) William Shakespeare            | Stig Roland         | Norrköping-Linköping stadsteater |
| 1948 |                   | Susanne (Meine Nichte Susanne) Hans Adler och Alexander Steinbrecher             | Sandro Malmquist    | Norrköping-Linköping stadsteater |
| 1949 |                   | Linje Lusta (A Streetcar Named Desire) Tennessee Williams                        | Johan Falck         | Norrköping-Linköping stadsteater |
| 1949 |                   | Clownen Beppo Else Fisher                                                        |                     | Norrköping-Linköping stadsteater |
| 1949 |                   | Clutterbuck Benn W Levy                                                          | Hans Dahlin         | Norrköping-Linköping stadsteater |
| 1949 |                   | Cæsar och Cleopatra (Caesar and Cleopatra) George Bernard Shaw                   | Johan Falck         | Norrköping-Linköping stadsteater |
| 1949 |                   | En handelsresandes död (Death of a Salesman) Arthur Miller                       | Johan Falck         | Norrköping-Linköping stadsteater |
| 1949 |                   | Radiobragden (Radio Rescue) Charlotte B Chorpenning                              | Pär-Edward Wahlgren | Norrköping-Linköping stadsteater |
| 1949 |                   | Alltsedan paradiset (Ever since paradise) J.B. Priestley                         | Per Gerhard         | Norrköping-Linköping stadsteater |
| 1950 |                   | Tre cirklar Erik Müller                                                          | Johan Falck         | Norrköping-Linköping stadsteater |
| 1950 |                   | En vildfågel (La sauvage) Jean Anouilh                                           | Johan Falck         | Norrköping-Linköping stadsteater |
| 1950 |                   | Tripp, Trapp, Troll Josef Halfen                                                 | Pär-Edward Wahlgren | Norrköping-Linköping stadsteater |
| 1950 | Sue Atkins        | Tjuvarnas paradis (Oh, Brother) Jacques Deval                                    | Johan Falck         | Norrköping-Linköping stadsteater |
| 1955 |                   | Babels torn Lars Helgesson                                                       | Lars Barringer      | Upsala-Gävle stadsteater         |
| 1956 |                   | Boyfriend (The Boy Friend) Sandy Wilson                                          | Lars Barringer      | Upsala-Gävle stadsteater         |
| 1957 |                   | Hans excellens betjänten Ladislaus Bus-Fekete                                    | Lars Barringer      | Upsala-Gävle stadsteater         |
| 1957 |                   | Det gäller miljonen (To Dorothy, a Son) Roger MacDougall                         | Lars Barringer      | Upsala-Gävle stadsteater         |
| 1957 | Juliette Maillard | Ett huvud kortare (La tête des autres) Marcel Aymé                               | Erling Schroeder    | Upsala-Gävle stadsteater         |
| 1958 |                   | Koppla av! (You Can't Take It With You) George S. Kaufman och Moss Hart          | Lars Barringer      | Upsala-Gävle stadsteater         |
| 1958 | Marja Antonovna   | Revisorn (Ревизор, Revizor) Nikolaj Gogol                                        | Lars Barringer      | Upsala-Gävle stadsteater         |
| 1958 |                   | Si jägarens öga Hans Hergin                                                      | Lars Barringer      | Upsala-Gävle stadsteater         |
| 1960 | Catharine Holly   | Plötsligt i somras (Suddenly Last Summer) Tennessee Williams                     | Lennart Olsson      | Upsala-Gävle stadsteater         |
| 1961 | Ariane            | Vårmodellen (Blaise) Claude Magnier                                              | Herman Ahlsell      | Göteborgs stadsteater            |
| 1978 | Maggie            | I skuggan (The Shadow Box) Michael Cristofer                                     | Claes Sylwander     | Helsingborgs stadsteater         |
| 1986 |                   | Anne Franks dagbok (The Diary of Anne Frank) Frances Goodrich och Albert Hackett | Claes Sylwander     | Malmö stadsteater                |